# 피델 마르티네스

피델 마르티네스 테노리오(Fidel Martínez Tenorio, 1990년 2월 15일, 수쿰비오스 주 누에바로하 ~ )는 에콰도르의 축구 선수로, 현재 리가 MX의 클루브 티후아나에서 바르셀로나 SC로 임대되어 활약하고 있다. 포지션은 윙어이다.

## 클럽 경력

### 유소년 클럽 경력
그는 에콰도르의 유망주들을 양성하는 카리베 후니오르에서 축구를 시작하였다. 그는 브라질에서 열린 2007년 팬아메리칸 게임에서 에콰도르 국가대표팀을 금메달로 이끌어 주목을 받았는데, 피델은 팀의 주축 선수였다. 인데펜디엔테 델 바예는 그를 영입한 후 비공개 이적료에 크루제이루로 매각했다.

### 데포르티보 키토

#### 2010 시즌
데포르티보 키토 이적 후, 피델은 2010년 10월 16일, 엘 나시오날전에서 데뷔하였다. 그는 ESPOLI전에서 이 시즌의 유일한 골을 득점했다. 그는 데뷔 시즌을 9경기 출장 1골 1어시스트로 마쳤다.

#### 2011 시즌
2011 시즌은 피델에게 꿈의 시즌으로 증명되었는데, 그는 30경기에 나와 5번 골을 돕고 9골을 득점하였으며, 이 중 1골은 에멜레크와의 에콰도르 세리에 A 결승 1차전에서 득점한 골이었다. 피델은 5월 14일, 키토 연고의 ESPOLI를 상대로 2011 시즌 첫 골을 넣었다. 그는 이후 리그에서 7골을 더 추가하였고, 에멜레크 수문장을 상대로 한 골 더 넣었다. 그에 따라 팀은 2011 시즌 우승을 거두었다.

#### 2012 시즌
피델은 마카라전에서 2012 시즌을 시작했다. 2012년 2월 7일, 피델은 과달라하라를 상대로 첫 코파 리베르타도레스 경기에 출전했다. 3월 7일, 피델은 벨레스 사르스피엘드와의 토너먼트전 경기에서 자신의 대회 첫 골을 기록했고, 팀은 아르헨티나 팀을 3-0으로 침몰시켰다. 3월 11일, 그는 4-1로 이긴 데포르티보 쿠엥카 원정경기에서 첫 리그 득점을 올렸다. 4월 17일, 피델은 멕시코 거함 과달라하라와의 경기에서 핵심 선수였는데, 그는 5-0 대승을 거두는 과정에 65분에 팀의 3번째 골을 적중시켰다. 강렬한 인상을 남긴 이 경기에서, 멕시코 클럽이 수치스러운 패배를 당하자 멕시코 측에서는 에콰도르 클럽을 칭찬하였다. 피델은 코파 리베르타도레스 2012의 조별 리그 6경기에 모두 출전하였고, 2골 2어시스트로 데포르티보 키토가 16강 진출을 달성하는데 도왔고, 이 업적은 코파 리베르타도레스 1989 시즌 이래 달성하지 못한 일이었다. 그는 칠레 강호 우니베르시다드 데 칠레와의 경기에서 대회 3호골을 꽂아 4-1 대승에 일조했다.

### 티후아나

#### 2012–13 시즌
2012년 5월 22일, 페르난도 만티야 데포르티보 키토 회장은 티후아나가 비공개 이적료에 마르티네스를 구입했다고 발표했다. 마르티네스는 7월 20일, 2-0 승리를 거둔 푸에블라전에서 교체 투입되며 홀로스 (Xolos) 소속으로 공식 경기에 처음 나왔다. 피델은 2-2로 비긴 UNAM 원정 코파 MX경기에서 첫 골을 넣었다.12월 2일, 마르티네스와 티후아나는 사상 첫 리그 우승을 거두었는데, 마르티네스는 톨루카를 상대로 한 원정 경기에서 두 차례의 득점을 모두 도와 2-0 승리를 견인했다. 마르티네스는 볼리비아 산 호세를 상대로한 코파 리베르타도레스 경기에서 이 해의 유일한 골을 넣었고, 1어시스트도 추가하며 4-0 승리에 공헌했다. 그는 이후 콜롬비아의 미요나레스를 상대로 한 경기에서 막판 결승골을 넣었고, 브라질 거함 아틀레치쿠 미네이루와 홈에서 2-2로 비긴 경기에서도 똑같은 패턴으로 득점하며, 10번의 코파 리베르타도레스 경기에서 4골을 넣었다.

#### 2013–14 시즌
리가 MX 2013-14 시즌, 피델은 클럽으로부터 등번호 10번을 받았다. 8월 4일, 피델은 1-2로 진 모나르카스 모렐리아전에서 시즌 첫 골을 넣었다. 1주 후인 8월 10일, 그는 2-0 승리를 거둔 UNAM 홈경기에서 시즌 첫 골을 넣었다. 8월 23일, 피델은 1-1로 홈에서 비긴 산토스 라구나전에서 또 한골을 추가했다. 8월 9일, 그는 1-0으로 이긴 피르포와의 CONCACAF 챔피언스리그 조별 리그 경기에서 결승골을 성공시켰다. 9월 7일, 피델은 베라크루스와의 홈경기에서 첫 멀티골을 박아 3-0 승리를 견인했다. 9월 16일, 2-2로 비긴 과달라하라 원정에서도 골사냥에 성공했다. 10월 4일, 그는 1-0으로 이긴 케레타로전에서 결승골을 넣었다.

### UdG

#### 2014–15 시즌
2014년 6월 4일, 피델 마르티네스는 UdG에 합류했다. 2014년 8월 20일, 피델 마르티네스는 검은 사자 군단에게 레온을 상대로 리가 MX에서의 첫 승리를 안겨다 주었다. 2014년 8월 29일, 피델 마르티네스는 친정팀 티후아나를 상대로 득점하였고, 경기는 1-1 무승부로 끝났다. 피델 마르티네스는 멕시코 국적도 가지고 있다.

## 국가대표팀 경력
2008년 12월 17일, 그는 성인 국가대표팀에 차출되어 오만에서의 토너먼트에 참가하여 이란을 상대로 결승골을 넣었다. 그는 2009년 CONMEBOL U-20 축구 선수권 대회를 위해 차출되기도 했다. 국가대표팀에서 5년동안 차출되지 못했던 마르티네스는 우루과이와 칠레와의 2014년 FIFA 월드컵 예선전을 앞두고 레이날도 루에다 감독의 부름을 받았다.

### 국가대표팀 득점 기록
| # | 날짜             | 경기장                                           | 상대           | 점수 | 결과 | 대회                    |
| - | ---------------- | ------------------------------------------------ | -------------- | ---- | ---- | ----------------------- |
| 1 | 2008년 12월 17일 | 오만                                             | 이란           | 0–1  | 0–1  | 친선경기                |
| 2 | 2014년 3월 5일   | 더 덴, 잉글랜드                                  | 오스트레일리아 | 3–1  | 3–4  | 친선경기                |
| 3 | 2015년 6월 3일   | 에스타디오 로멜 페르난데스, 파나마시티, 파나마   | 파나마         | 0–1  | 1–1  | 친선경기                |
| 4 | 2015년 6월 6일   | 에스타디오 조지 캡웰, 과야킬, 에콰도르           | 파나마         | 2–0  | 4–0  | 친선경기                |
| 5 | 2015년 6월 6일   | 에스타디오 조지 캡웰, 과야킬, 에콰도르           | 파나마         | 3–0  | 4–0  | 친선경기                |
| 6 | 2015년 11월 12일 | 에스타디오 올림피코 아타우알파, 키토, 에콰도르   | 우루과이       | 2–1  | 2–1  | 2018년 FIFA 월드컵 예선 |
| 7 | 2015년 11월 17일 | 카차메이 종합 운동장, 시우다드과야나, 베네수엘라 | 베네수엘라     | 0–1  | 1–3  | 2018년 FIFA 월드컵 예선 |

## 경력 통계
2017년 2월 6일 기준
| 클럽              | 시즌            | 리그 | 리그 | 컵   | 컵 | 대륙 | 대륙 | 합계 | 합계 |
| 클럽              | 시즌            | 출장 | 골   | 출장 | 골 | 출장 | 골   | 출장 | 골   |
| ----------------- | --------------- | ---- | ---- | ---- | -- | ---- | ---- | ---- | ---- |
| 데포르티보 키토   | 2010            | 9    | 1    | –    | –  | 0    | 0    | 9    | 1    |
| 데포르티보 키토   | 2011            | 30   | 9    | –    | –  | 2    | 0    | 32   | 9    |
| 데포르티보 키토   | 2012            | 11   | 2    | –    | –  | 8    | 3    | 19   | 5    |
| 데포르티보 키토   | 합계            | 50   | 12   | –    | –  | 10   | 3    | 60   | 15   |
| 티후아나          | 2012-13         | 23   | 4    | 7    | 2  | 10   | 4    | 40   | 10   |
| 티후아나          | 2013-14         | 33   | 10   | 0    | 0  | 6    | 1    | 39   | 11   |
| 티후아나          | 합계            | 56   | 14   | 7    | 2  | 16   | 5    | 79   | 21   |
| 레오네스 네그로스 | 2014-15         | 31   | 10   | 2    | 1  | 0    | 0    | 33   | 11   |
| 레오네스 네그로스 | 합계            | 31   | 10   | 2    | 1  | 0    | 0    | 33   | 11   |
| UNAM              | 2015-16         | 38   | 7    | 0    | 0  | 9    | 3    | 47   | 10   |
| UNAM              | 2016 아페르투라 | 19   | 2    | 0    | 0  | 2    | 2    | 21   | 4    |
| UNAM              | 합계            | 57   | 9    | 0    | 0  | 11   | 5    | 68   | 14   |
| 아틀라스          | 2017 클라우수라 | 5    | 1    | 0    | 0  | 0    | 0    | 5    | 1    |
| 아틀라스          | 합계            | 5    | 1    | 0    | 0  | 0    | 0    | 5    | 1    |
| 경력 합계         | 경력 합계       | 199  | 46   | 9    | 3  | 37   | 13   | 245  | 62   |

## 수상

### 클럽
데포르티보 키토
- 에콰도르 세리에 A: 2011

티후아나
- 리가 MX: 2012 아페르투라

### 국가대표팀
에콰도르 U-20
- 팬아메리칸 게임 금메달: 2007